# Union soviétique aux Jeux olympiques d'hiver de 1968
L'Union soviétique participe aux Jeux olympiques d'hiver de 1968, organisés à Grenoble en France. Cette nation prend part aux Jeux olympiques d'hiver pour la quatrième fois. La délégation soviétique, formée de 74 athlètes (53 hommes et 21 femmes), obtient treize médailles (cinq d'or, cinq d'argent et trois de bronze) et se classe au deuxième rang du tableau des médailles.

## Médaillés
| Médaille d'or, Jeux olympiques      | Aleksandr Tikhonov Nikolay Puzanov Viktor Mamatov Vladimir Gundartsev | Biathlon               | Relais hommes 4 × 7,5 km |                      |  |
| Médaille d'or, Jeux olympiques      | Équipe d'Union soviétique de hockey sur glace \| Viktor Konovalenko \| \| Oleg Zaïtsev \| \| Veniamin Aleksandrov \| \| \| Viktor Zinger \| \| Igor Romichevski \| \| Iouri Moïsseïev \| \| \| Viktor Blinov \| \| Anatoli Firsov \| \| Ievgueni Michakov \| \| \| Vitali Davydov \| \| Viatcheslav Starchinov \| \| Ievgueni Zimine \| \| \| Viktor Kouzkine \| \| Viktor Poloupanov \| \| Anatoli Ionov \| \| \| Aleksandr Ragouline \| \| Vladimir Vikulov \| \| Boris Maïorov \| \| | Hockey sur glace       | Hommes                   |                      |  |
| Médaille d'or, Jeux olympiques      | Ludmila Belousova Oleg Protopopov | Patinage artistique    | Couples                  |                      |  |
| Médaille d'or, Jeux olympiques      | Lioudmila Titova | Patinage de vitesse    | 500 m femmes             |                      |  |
| Médaille d'or, Jeux olympiques      | Vladimir Belooussov | Saut à ski             | Grand tremplin hommes    |                      |  |
| Médaille d'argent, Jeux olympiques  | Aleksandr Tikhonov | Biathlon               | 20 kilomètres hommes     |                      |  |
| Médaille d'argent, Jeux olympiques  | Tatiana Zhuk Aleksandr Gorelik | Patinage artistique    | Couples                  |                      |  |
| Médaille d'argent, Jeux olympiques  | Lioudmila Titova | Patinage de vitesse    | 1 000 m femmes           |                      |  |
| Médaille d'argent, Jeux olympiques  | Vyacheslav Vedenin | Ski de fond            | 50 kilomètres hommes     |                      |  |
| Médaille d'argent, Jeux olympiques  | Galina Kulakova | Ski de fond            | 5 kilomètres femmes      |                      |  |
| Médaille de bronze, Jeux olympiques | Vladimir Gundartsev | Biathlon               | 20 kilomètres hommes     |                      |  |
| Médaille de bronze, Jeux olympiques | Alevtina Kolchina | Ski de fond            | 5 kilomètres femmes      |                      |  |
| Médaille de bronze, Jeux olympiques | Alevtina Kolchina Rita Achkina Galina Kulakova | Ski de fond            | Relais femmes 3 × 5 km   |                      |  |
| Viktor Konovalenko                  | | Oleg Zaïtsev           |                          | Veniamin Aleksandrov |  |
| Viktor Zinger                       | | Igor Romichevski       |                          | Iouri Moïsseïev      |  |
| Viktor Blinov                       | | Anatoli Firsov         |                          | Ievgueni Michakov    |  |
| Vitali Davydov                      | | Viatcheslav Starchinov |                          | Ievgueni Zimine      |  |
| Viktor Kouzkine                     | | Viktor Poloupanov      |                          | Anatoli Ionov        |  |
| Aleksandr Ragouline                 | | Vladimir Vikulov       |                          | Boris Maïorov        |  |